# KAA Gent (voetbalclub)
Koninklijke Atletiek Associatie Gent, afgekort KAA Gent (KAAG) of AA Gent, is een Belgische voetbalclub. De atletiekafdeling van KAA Gent was in 1895 een van de tien oprichters van de sportbond Union Belge des Sociétés de Sports Athlétiques. De voetbalafdeling werd opgericht in 1900 en is bij de KBVB aangesloten met stamnummer 7. KAA Gent speelt in de eerste klasse en heeft blauw en wit als kleuren. De club won in 1964, 1984, 2010 en 2022 de Beker van België en werd in 2015 voor het eerst Belgisch landskampioen. De club won toen ook haar eerste Belgische Supercup.

## Geschiedenis

### 1864-1900: Beginjaren zonder voetbalafdeling
Op 1 januari 1864 werd door de Gentenaars G. Descamps en Karel Marinx de Société Gymnastique la Gantoise opgericht, een vereniging voor het promoten van gymnastiek. Doorheen de jaren scheurden enkele verenigingen zich af. Op 10 september 1891 fuseerde de club met de Association Athlétique, die zelf een samensmelting was van jongere clubs zoals Racing Club, Running Club en Red Star. De nieuwe fusieclub heette Association Athlétique La Gantoise, en naast enkel turnen werden de activiteiten geleidelijk uitgebreid naar atletiek, voetbal (in 1900), boksen, cricket, wielrennen, schermen, hockey, zwemmen, waterpolo en tennis. Uit deze vereniging ontstond tevens de huidige atletiekclub KAA Gent.

### 1900-1920: Voetbal op diverse locaties
In het laatste decennium van de 19de eeuw werd begonnen met georganiseerd voetbal in Gent. Verscheidene clubs zagen het daglicht, enkele ervan smolten op 1 april 1899 samen tot Racing Club Gantois, een latere concurrent van KAA Gent. In 1900 werd door leerlingen van het College van Melle een voetbalsectie opgericht bij La Gantoise. De eerste voorzitter en tevens kapitein van de ploeg werd dokter Hector Priem. Men speelde zijn wedstrijden op het Carpentierplein, dat lag tussen de Kortrijksesteenweg, de Clementinalaan, de Oostendestraat en de Astridlaan. Men kleedde zich om in café "La Demi-Lune". Aanvankelijk had men zwart-wit gekozen als kleuren, maar eer men op 31 oktober 1900 officieel lid werd van La Gantoise had men dit veranderd in blauw-wit. Op 15 november 1900 werd dan de eerste wedstrijd gespeeld, tegen Omnium Sporting Club. Op 30 december van datzelfde jaar speelde KAA Gent tegen het toen grotere Racing Club Gantois; de wedstrijd werd met 10-0 verloren. Reeds op het eind van de 19de eeuw was de club echter bij de UBSSA aangesloten, en ondanks het feit dat Racing Club Gantois dus een oudere voetbalclub uit de stad was, zou bij de toekenning van de stamnummers enkele jaren later AA La Gantoise met stamnummer 7 een kleiner stamnummer krijgen dan Racing Club dat 11 kreeg. Vanaf 1901 speelde AA La Gantoise zijn eerste officiële wedstrijden in de lagere afdelingen.

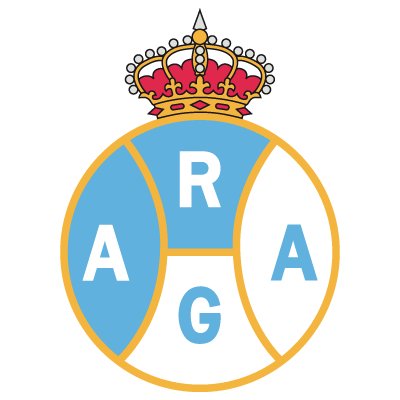
Logo van La Gantoise in 1914

De club speelde zijn eerste seizoenen hoofdzakelijk in de tweede afdeling, later de eerste afdeling, of tegenwoordig de Tweede Klasse genoemd. In 1904 verhuisde de ploeg naar de Mussenstraat. In 1910 moest men plaats maken voor de Wereldtentoonstelling van 1913 en verhuisde men naar de Albertlaan. Daar werd een terrein, een trainingsveld, tennisvelden, een looppiste, tribunes en andere accommodatie gebouwd. Op 9 december 1915, tijdens de Eerste Wereldoorlog, brandde de tribune echter uit. In 1912/13 werd AA La Gantoise kampioen in de Eerste Afdeling, en steeg zo voor het eerst in zijn geschiedenis naar de Ere Afdeling, de huidige Eerste Klasse. Reeds in 1914 had de club de koninklijke titel gekregen en heette voortaan Association Royale Athlétique La Gantoise, kortweg ARA La Gantoise (ARAG). Bij de Wereldtentoonstelling mocht de club diverse sportactiviteiten organiseren. Het eerste seizoen, 1913/14, in de hoogste klasse werd echter moeilijk voor de club, en pas na een testmatch tegen Standard Club Liégeois kon de ploeg de degradatie afwenden.

### 1920-2013: Jules Ottenstadion

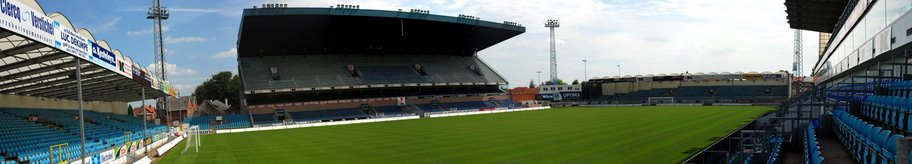
Het Jules Ottenstadion

In 1920 verhuisde de club opnieuw, ditmaal naar Gentbrugge, waar het Jules Ottenstadion werd gebouwd. Op het eind van de jaren 20 zakte La Gantoise echter terug naar tweede klasse. Pas in 1936 kon de club daar de titel veroveren en terugkeren naar eerste klasse. In de jaren na de Tweede Wereldoorlog bleef La Gantoise een constante in de hoogste afdeling.
Op 1 juni 1952 beleefde La Gantoise echter de zwartste dag uit haar geschiedenis. Een bus met 50 leden van supportersclub "De kleine Dokvrienden" raakte in het Noord-Franse Gravelines van de weg en kantelde in het water. Er vielen 35 dodelijke slachtoffers. Op 7 juni vond de gezamenlijke begrafenis plaats, bijgewoond door zestigduizend Gentenaars en delegaties van heel wat voetbalclubs en andere Vlaamse steden. De slachtoffers werden begraven op de Westerbegraafplaats.
Midden jaren 50 kende de club een sterke periode. In 1953/54 eindigde het derde, met evenveel punten als KFC Malinois, en slechts op één puntje van kampioen RSC Anderlecht. Het volgende seizoen werd La Gantoise alleen tweede, ditmaal op drie punten. In 1964 pakte de club met de Beker van België zijn eerste grote trofee en werd zo het volgende seizoen de eerste Belgische club die deelnam aan de jonge Beker voor Bekerwinnaars. La Gantoise werd er in de eerste ronde door West Ham United uitgeschakeld. 1967 werd sportief een slecht jaar voor de club. Na drie decennia zakte La Gantoise opnieuw naar tweede klasse. De club kon er het volgend seizoen echter zijn reeks winnen, en kon zo in 1968 zijn plaats in eerste klasse opnieuw innemen.
Het seizoen 1970/71 betekende het begin van een slecht decennium. La Gantoise was zes wedstrijden voor het einde van de competitie, na een 8-0 nederlaag tegen Club Brugge, immers al zeker van de degradatie naar tweede klasse. Op 1 juli 1972 werd de naam van de club vernederlandst naar Koninklijke Atletiek Associatie Gent, kortweg KAA Gent of AA Gent. In datzelfde jaar werd KAA Gent ook officieel een profclub. In 1974 volgde een degradatie naar derde klasse. Gent was laatste geëindigd en kon ook in een eindronde het behoud niet afdwingen. Gent kon na een seizoen weliswaar terugkeren naar tweede klasse, maar pas in 1980 kon de club weer naar de eerste klasse opklimmen. De jaren 80 werden opnieuw een mooiere periode voor de club. Er kwamen weer veel supporters naar de ploeg kijken, en er werden sportief mooie resultaten behaald. In 1984 pakte KAA Gent opnieuw de Beker van België, en men speelde tijdens die periode viermaal Europees. In 1986/87 raakte de ploeg drie ronden ver in de UEFA Cup. In 1988 zakte de club toch nog even terug naar tweede klasse. Het was vooral dankzij Marc Mortier, toenmalig directeur-generaal van Flanders Expo, dat de club niet met grote financiële problemen te maken kreeg. Hij verzamelde meer dan 40 miljoen Belgische frank aan sponsoring en introduceerde VDK Spaarbank als hoofdsponsor. Dankzij de eindronde kon de club na één seizoen terugkeren naar de eerste klasse.
In 1990/91 speelde de ploeg, onder leiding van René Vandereycken en met in zijn rangen onder anderen de nieuw aangeworven Frank Dauwen, Eric Viscaal en Erwin Vandenbergh, lange tijd aan kop van de rangschikking mee voor de titel, maar strandde uiteindelijk op een derde plaats. In plaats van de allereerste UEFA Champions League mocht de club toch nog naar de UEFA Cup in 1991. Na het uitschakelen van Lausanne Sports, Eintracht Frankfurt en Dinamo Moskou strandde Gent daar in de kwartfinale tegen AFC Ajax, dat uiteindelijk ook de finale zou winnen. De volgende jaren zou Gent echter naar de subtop of middenmoot wegzakken. Van 1994 tot en met 1997 eindigde het zelfs net boven de degradatiezone onder in de rangschikking. Naar het eind van de jaren 90 verbeterden de resultaten weer, en onder Trond Sollied dwong Gent in 1999/2000 opnieuw Europees voetbal af. Gent ging onder leiding van Henk Houwaart in Europa echter volledig onderuit tegen Ajax. Het volgende seizoen dwong het Intertotovoetbal af, waar KAA Gent tot in de halve finale tegen PSG raakte. Uiteindelijk verliepen de volgende seizoenen wisselvallig en werd regelmatig van trainer gewisseld.
In 1998 raakte ook bekend dat KAA Gent met een torenhoge schuld zat en aan de rand van het bankroet stond. Voorzitter Jean Van Milders zette uiteindelijk een stap terug. Ivan De Witte werd de nieuwe voorzitter. Hij stelde vier doelstellingen voorop: de financiële puinhoop opruimen, een gezond beleid voeren, sportief ambitieus blijven en een nieuw stadion bouwen. Uit een onafhankelijke audit die hij liet uitvoeren, bleek dat de schuld 920 miljoen Belgische frank (omgerekend 23 miljoen euro) bedroeg.
In 2004 streek Georges Leekens neer in Gent. In zijn eerste seizoen behaalde hij de zesde plaats in de competitie. Nadien maakte hij van de Buffalo's opnieuw een vaste waarde in de subtop. Onder hem kon KAA Gent opnieuw stunten tegen de toppers, met als hoogtepunt een 4-1-overwinning tegen rivaal Club Brugge op 1 april 2006. In het seizoen 2006/07 draaiden de Buffalo's opnieuw mee bovenaan in het klassement en eindigden voor het tweede jaar op rij op de vierde plaats. Daarbovenop werd de halve finale van de Beker van België gehaald.

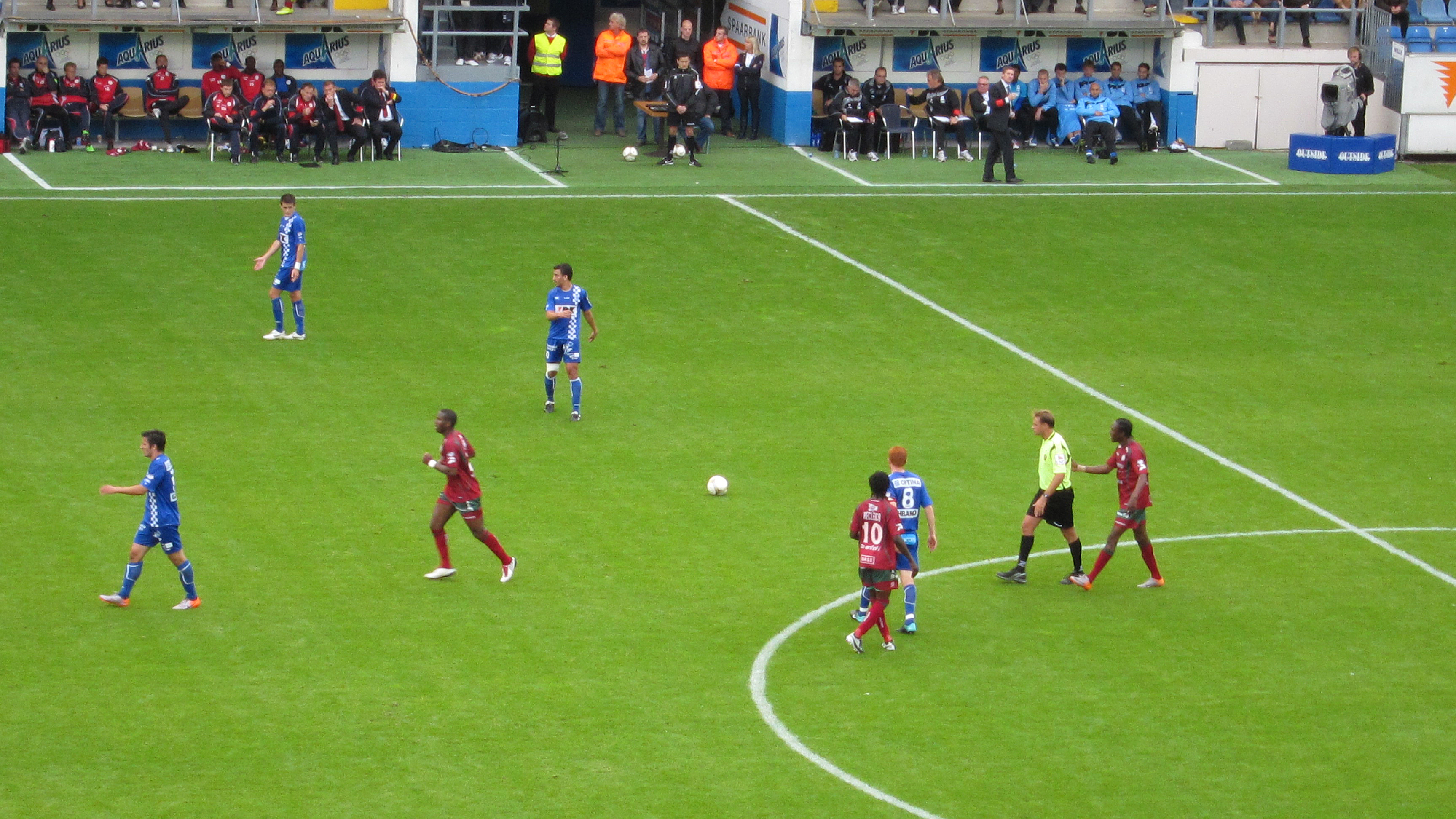
Tijdens de wedstrijd op 19 september 2010 tegen SV Zulte Waregem

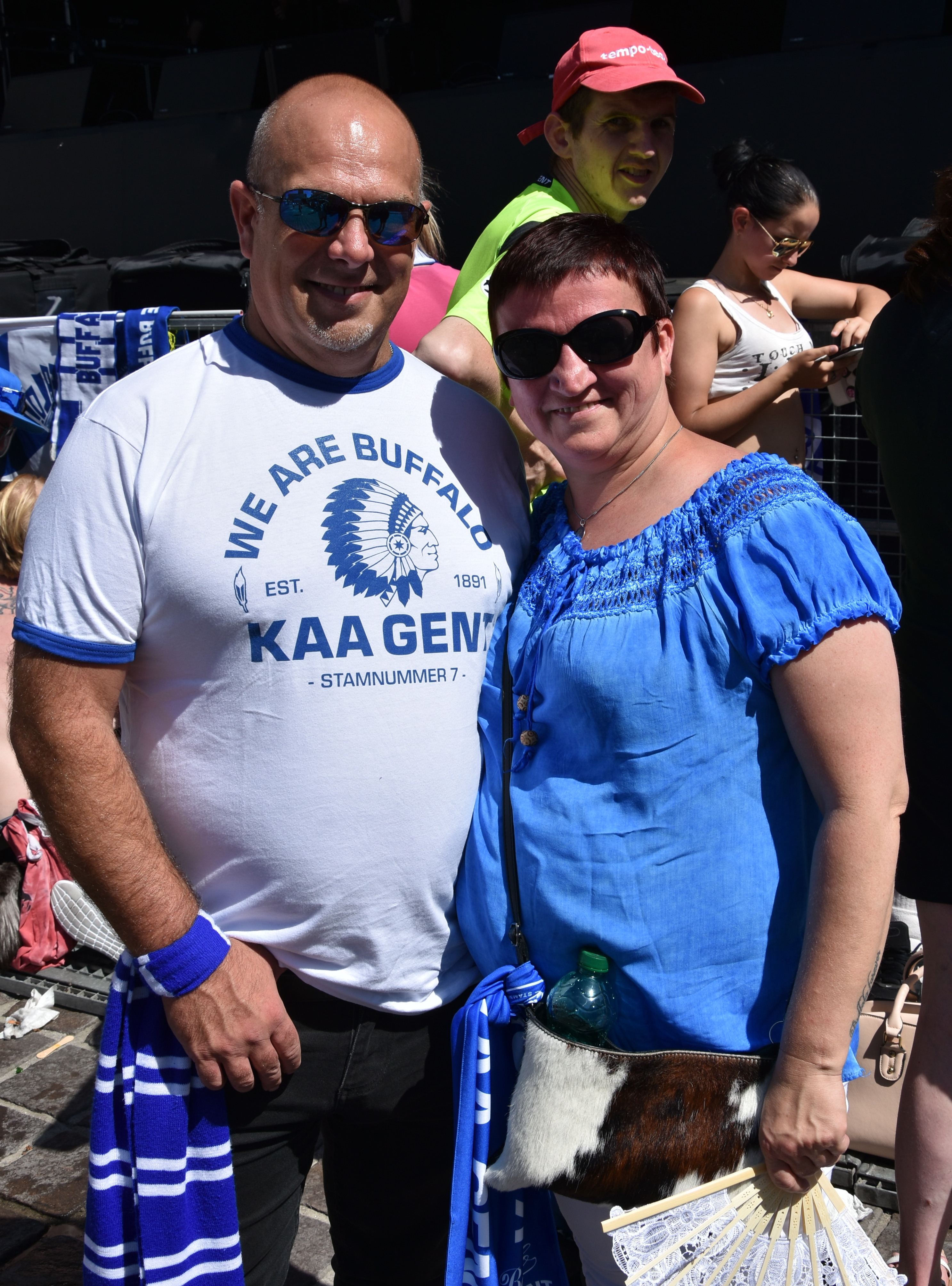
Supporters tijdens de Gentse Feesten 2019

Na een heuse soap trok Georges Leekens na het seizoen 2006/07 naar Sporting Lokeren. Trond Sollied, de Noorse succestrainer van zeven jaar voordien, volgde hem op. Onder hem behaalde KAA Gent voor de derde keer in zijn bestaan de bekerfinale, waarin nipt werd verloren tegen RSC Anderlecht. Sollied verliet Gent opnieuw na één seizoen en werd trainer van SC Heerenveen. Michel Preud'homme, net kampioen geworden met Standard Luik, tekende samen met assistenten Manu Ferrera en Stan Van Den Buijs een contract van 3 seizoenen.
In het seizoen 2008/09 eindigden de Buffalo's, na een sterke inhaalrace in de 2de competitiehelft, op de vierde plaats in het eindklassement met evenveel punten als Club Brugge, dat wel een wedstrijd meer had gewonnen. In 2009/10 woedde op de laatste speeldag (8 mei 2010) van play-off I nog de strijd om de tweede plaats tussen KAA Gent en Club Brugge. Deze werd beslist in een onderling duel in het Ottenstadion op de laatste speeldag. Zo haalde het een Champions League-ticket waar het in de voorronde werd uitgeschakeld door Dynamo Kiev. Een week later veroverde KAA Gent de beker door in de finale Cercle Brugge te verslaan. Op 24 mei liet trainer Michel Preud'homme weten de overstap te maken naar FC Twente. Zijn vervanger werd Francky Dury die al jaren actief was als trainer bij SV Zulte Waregem. Op 14 mei 2011, na de verloren wedstrijd tussen Gent en Racing Genk, raakte bekend dat Franky Dury en KAA Gent het contract in onderling overleg verbraken.
Op 10 juni 2011 werd Trond Sollied als nieuwe trainer officieel voorgesteld aan de pers. Hij tekende er een contract voor de komende 2 seizoenen. Na tegenvallende resultaten werd hij op 23 oktober 2012 ontslagen. Op 1 november 2012 werd Bob Peeters aangesteld als nieuwe trainer nadat hij eerder op 23 oktober was ontslagen bij Cercle Brugge. Bob Peeters keerde zo terug naar het Ottenstadion, waar hij drie jaar geleden zijn trainersdebuut maakte bij de Gentse beloften. Hij tekende een contract tot het einde van het seizoen met optie op nog een seizoen. Amper 2 maanden later, op 3 januari 2013, werd zijn contract in onderling overleg weer ontbonden, omdat hij in negen wedstrijden slechts drie punten wist te verzamelen. Op 9 januari werd Víctor Fernández aangesteld om het seizoen af te werken. De Spaanse coach kreeg de opdracht om Gent in de eerste klasse te houden. Onder zijn leiding namen de Buffalo's afstand van de degradatiezone en hij zorgde ervoor dat de club zeker was van deelname aan play-off II, dat het bovendien won. Op 15 maart 2013 werd zijn contract verlengd tot 2014. Op 23 mei speelde Gent zijn laatste wedstrijd in het Jules Ottenstadion, het won van Standard Luik met 1-0. De maker van het doelpunt van die match was Llombe Mboyo, zodoende is hij de speler die voor KAA Gent het laatst in een officiële wedstrijd in het Ottenstadion heeft gescoord.

### 2013-2023: Ghelamco Arena

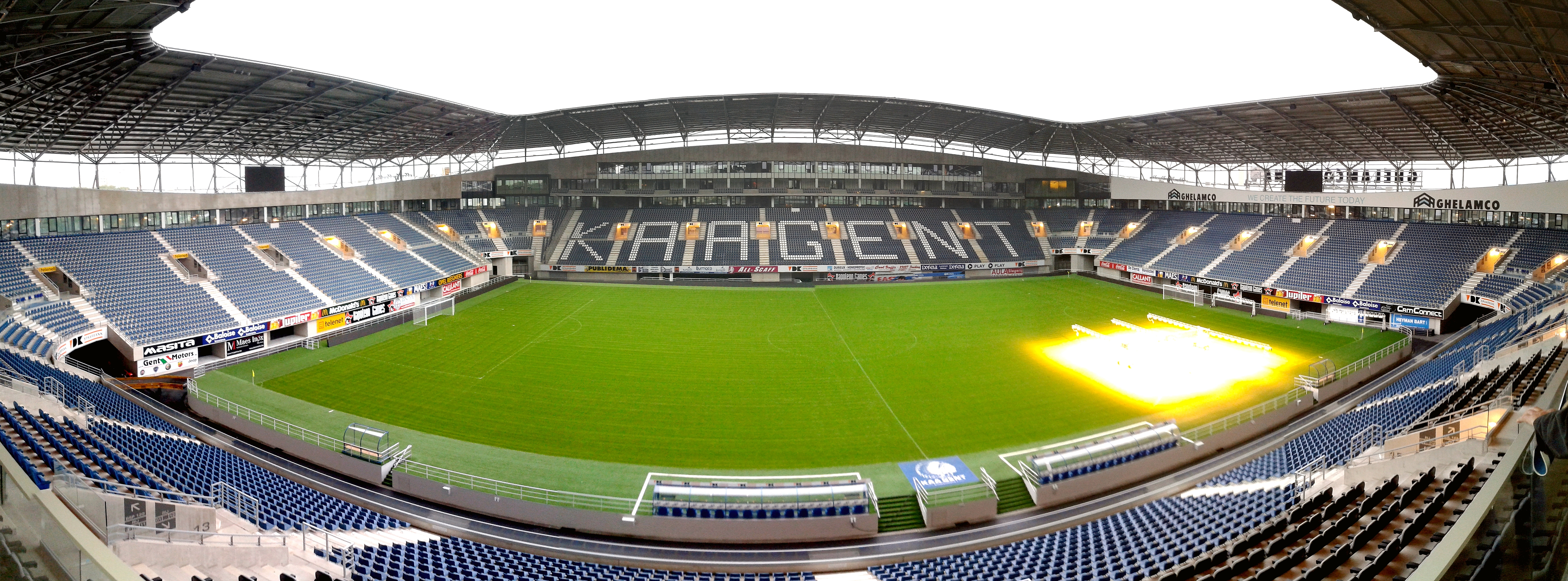
Ghelamco Arena panorama indoor

Begin 2013 was ook bekend geraakt dat KAA Gent schuldenvrij was. In 15 jaar tijd hadden manager Michel Louwagie en voorzitter Ivan De Witte de schuldenberg van 23 miljoen euro weten weg te werken. Ondertussen was ook de bouw van een nieuw stadion gestart. Vanaf het seizoen 2013/14 speelde KAA Gent zijn thuismatchen in de nieuwe Ghelamco Arena. Het eerste seizoen in het nieuwe stadion werd op sportief vlak echter geen succes. Op 30 september 2013 werd Víctor Fernández ontslagen na een teleurstellende competitiestart waarbij Gent uit 9 wedstrijden slechts 13 punten kon halen. Minder dan 24 uur later werd de Roemeen Mircea Rednic aangesteld als nieuwe trainer. Hij tekende een contract tot het einde van het seizoen met een optie voor volgend seizoen als hij Gent naar play-off I kan leiden. Hij slaagde daar echter niet in en na een dramatische start in play-off 2 werd hij op 9 april eveneens ontslagen, waarna Peter Balette samen met Bernd Thijs het trainerschap ad interim tot het einde van het seizoen overnamen.
Op 5 mei 2014 werd Hein Vanhaezebrouck voorgesteld als nieuwe hoofdtrainer voor de komende 2 seizoenen. De komst van Vanhaezebrouck luidde de meest succesvolle periode uit de clubgeschiedenis in. Hij leidde KAA Gent naar play-off I, waar ze startten op de tweede plaats, met evenveel punten als RSC Anderlecht en 2 punten achter leider Club Brugge. Nadat Anderlecht op de 8ste speeldag punten liet liggen tegen Standard en Gent 2-3 ging winnen tegen Club Brugge, konden de Buffalo's zich op de 9de speeldag in een uitverkochte Ghelamco Arena tot kampioen van België kronen, voor de eerste keer in 115 jaar, na winst tegen Standard. Dankzij een goal van kapitein Sven Kums in de 18de minuut en een penaltygoal van Renato Neto in de 50ste minuut won Gent met 2-0. De eerste landstitel uit de clubgeschiedenis werd uitbundig gevierd met als hoogtepunt op 24 mei 2015 een feestelijke intocht van spelers en staf met bootjes op de Leie in de historische binnenstad van Gent, waar ongeveer 125.000 supporters hen opwachtten. De vraag naar abonnementen voor het nieuwe seizoen 2015/16 was zo groot dat bij de start van de vrije verkoop heel wat supporters aan de ingang van de Ghelamco Arena kampeerden.
Op 16 juli 2015 zette de landskampioen ook de Belgische supercup in de prijzenkast, het versloeg bekerwinnaar Club Brugge met 1-0 dankzij een doelpunt van Laurent Depoitre.
In zijn Champions League-campagne in het seizoen 2015/16 eindigde Gent in een groep met Zenit Sint-Petersburg, Valencia en Olympique Lyon op de tweede plaats en kwalificeerde zich zo op 9 december 2015 voor de achtste finales. Nadat ze in de heenronde slechts één punt hadden behaald, wonnen ze alle drie de wedstrijden van de terugronde en haalden zo alsnog tien punten op achttien. KAA Gent was daarmee de eerste Belgische club sinds het seizoen 2000/01 die in de Champions League kon doorstoten tot de laatste 16 ploegen. De achtste finales verloren ze van Wolfsburg. In de nationale competitie eindigden de Buffalo's dat seizoen op een derde plaats.
In de Europa League van 2016/17 stootte KAA Gent door naar de zestiende finales en trof daar Tottenham Hotspur FC. KAA Gent versloeg Tottenham verrassend met 1-0 winst thuis en een 2-2-gelijkspel op Wembley (waar Tottenham dat seizoen zijn Europese wedstrijden speelde). Zo bereikte Gent de achtste finale, waar ze uiteindelijk werden uitgeschakeld door landgenoot KRC Genk, met een 2-5-nederlaag thuis en een 1-1-gelijkspel op het veld van Genk. De competitie werd net zoals het voorgaande seizoen afgesloten op de derde plaats.
Bij de start van het seizoen 2017/18 nam de A-kern haar intrek in een nieuw oefencomplex te Oostakker. Het bestaande oefencomplex aan de Warmoezeniersweg te Gent bleef in gebruik voor de jeugdploegen. Dat seizoen, het vierde van KAA Gent met Vanhaezebrouck, startte met een uitschakeling in de voorrondes van de Europa League (tegen het Oostenrijkse SCR Altach) en een 6 op 24 in de competitie. Op 27 september 2017 werd aangekondigd dat de samenwerking tussen Vanhaezebrouck en KAA Gent in onderling overleg beëindigd werd. Een week later werd Yves Vanderhaeghe (voormalig assistent van Vanhaezebrouck bij KV Kortrijk) voorgesteld als zijn opvolger. Vanderhaeghe wist KAA Gent alsnog naar play-off I te loodsen en sloot het seizoen af op de vierde plaats met een ticket voor de derde voorronde van de Europa League.
Het seizoen 2018/19 begon met een uitschakeling in de play-offs van de Europa League door Girondins de Bordeaux. In de competitie startten de Buffalo's met een 14 op 30. Na drie opeenvolgende thuisnederlagen werd Vanderhaeghe op 8 oktober 2018 ontslagen. Twee dagen later werd zijn opvolger voorgesteld, de Deen Jess Thorup. Thorup wist KAA Gent toch nog op het nippertje te plaatsen voor play-off I. Daarin raakten ze weliswaar niet verder dan de vijfde plaats. In de Beker van België haalde Gent de finale die het echter verloor van KV Mechelen.
Tijdens het seizoen 2019/20, onder leiding van Jess Thorup, werd een lang en succesvol Europees parcours afgelegd. In de voorronden werden FC Viitorul Constanța, AEK Larnaca en HNK Rijeka uitgeschakeld. De Buffalo's plaatsten zich daarna als groepswinnaar in een groep met VfL Wolfsburg, AS Saint Etienne en PFK Oleksandrija. In de tweede ronde werd Gent uitgeschakeld door AS Roma. De competitie - na 29 wedstrijden vervroegd gestopt wegens COVID-19 - werd afgesloten op een tweede plaats, in de beker werd Gent uitgeschakeld in de 1/8 finale door RSC Charleroi.
Na een tegenvallende seizoenstart in het seizoen 2020/2021 werd trainer Jess Thorup ontslagen. Dezelfde dag nog werd bekendgemaakt dat Laszlo Böloni bij de Buffalo's aan het roer zou staan. Amper vijfentwintig dagen later, na een teleurstellende overname en een spelerskern die niet opgezet was met de stijl en spelkeuze van Bölöni, werd hij alweer ontslagen. In september werd Wim De Decker aangesteld als trainer, die eerder T2 was. Ook met De Decker als trainer bereikte KAA Gent niet de gewenste resultaten en op 4 december 2020 werd Hein Vanhaezebrouck opnieuw aangesteld als hoofdcoach. Vanhaezebrouck zat op dat moment zonder club sinds hij bij RSC Anderlecht ontslagen werd in 2018. AA Gent won in 2022 de vierde beker van België in de clubgeschiedenis door RSC Anderlecht te verslaan met strafschoppen. Het had daarvoor Club Brugge uitgeschakeld in de halve finales met een 0-3 overwinning in het Jan Breydel-stadion. In de finale pakte Davy Roef de beslissende penalty op een poging van Amir Murillo.
Na een mindere seizoenstart in 2022 klom AA Gent uit een dal. Tot op de laatste speeldag van het reguliere seizoen 2022-2023 streden ze mee voor een ticket in de Champions' play-offs. Op deze laatste speeldag werd verloren van degradant KV Oostende. Hierdoor speelden ze de Europe play-offs. Deze Europe play-offs werden voor de derde maal op een rij gewonnen. In juni 2023 raakte bekend dat Baloise de nieuwe hoofdsponsor werd. Enkele maanden later werd ook de overname door de Belgische ondernemer Sam Baro bekendgemaakt. De nieuwe eigenaar van KAA Gent gaf de Ghelamco Arena in 2023 een nieuwe naam: KAA Gent Arena. In 2024 werd Sam Baro voorzitter en werd de KAA Gent Arena omgedoopt tot de Planet Group Arena.

### Sinds 2024: Planet Group Arena
Bij de start van het seizoen 2024-2025 veranderde de stadionsponsor. Planet Group verwierf de rechten en zo werd het stadion officieel de Planet Group Arena. Als nieuwe trainer voor het seizoen 2024-25 werd Wouter Vrancken aangesteld. Na de eerste succesvolle maanden werd zijn contract op 21 januari 2025 stopgezet. De club boekte te weinig vooruitgang volgens de voorzitter. Als tijdelijke vervanger werd assistent-coach Danijel Milićević aangesteld. Hij bleef in functie tot het einde van het seizoen en als vervanger voor het seizoen 2025-26 werd de Kroaat Ivan Leko aangetrokken.

## Erelijst

### Nationaal
- Belgisch kampioen

winnaar (1×): 2015

- Beker van België

winnaar (4×): 1964, 1984, 2010, 2022
- Belgische Supercup

winnaar (1×): 2015
- Trofee Jules Pappaert

winnaar (1×): 1954

### Individuele trofeeën
De volgende spelers en/of trainers behaalden een prijs toen ze voor de club uitkwamen:
Topscorer (6)
1957 (Maurice Willems, 35 doelpunten in 28 wedstrijden), 1985 (Ronny Martens, 23 doelpunten in 34 wedstrijden), 1991 (Erwin Vandenbergh, 23 doelpunten in 34 wedstrijden), 2000 (Ole Martin Årst, 30 doelpunten in 33 wedstrijden), 2020 (Jonathan David, 18 doelpunten in 28 wedstrijden), 2023 (Hugo Cuypers, 27 doelpunten in 39 wedstrijden)
Gouden Schoen (3)
1958 (Roland Storme), 2006 (Mbark Boussoufa), 2015 (Sven Kums)
Ebbenhouten Schoen (3)
2001 (Ahmed "Mido" Hossam), 2006 (Mbark Boussoufa), 2022 (Tarik Tissoudali)
Profvoetballer van het Jaar (1)
2006 (Mbark Boussoufa)
Keeper van het Jaar (4)
2004 (Frédéric Herpoel), 2016 (Matz Sels), 2017 (Lovre Kalinić), 2018 (Lovre Kalinić)
Prijs van de Twaalfde Man (4)
1996 (Suad Katana), 2003 (Frédéric Herpoel), 2006 (Mbark Boussoufa), 2009 (Bryan Ruiz)
Jonge Profvoetballer van het Jaar (1)
2006 (Mbark Boussoufa)
Trainer van het Jaar (1)
1991 (René Vandereycken)
Guy Thys Award (1)
2015 (Hein Vanhaezebrouck)
Trofee Raymond Goethals (1)
2015 (Hein Vanhaezebrouck)
Coach van het jaar (1)
2015 (Hein Vanhaezebrouck)

## Resultaten

### Nationaal
| Seizoen | I  | II | III | IV  | Reeks           | Punten | Opmerkingen | Beker                  |
| ------- | -- | -- | --- | --- | --------------- | ------ | --- | ---------------------- |
| 1903-04 |    |    | 3   |     | Tweede Klasse   | 5      | Afd. Antwerpen & Oost-Vlaanderen                                                                                               | Geen bekercompetitie   |
| 1904-05 |    | 3  |     |     | Tweede klasse   | 10     | Tweede Klasse | Geen bekercompetitie   |
| 1905-06 |    |    | 1   |     | Tweede Klasse   | 37     | Afd. Antwerpen & Oost-Vlaanderen                                                                                               | Geen bekercompetitie   |
| 1906-07 |    | 3  |     |     | Tweede klasse   | 8      | Tweede Klasse | Geen bekercompetitie   |
| 1907-08 |    | 4  |     |     | Tweede klasse   | 6      | Tweede Klasse | Geen bekercompetitie   |
| 1908-09 |    | 4  |     |     | Tweede klasse   | 21     | Tweede Klasse | Geen bekercompetitie   |
| 1909-10 |    | 2  |     |     | Tweede klasse   | 29     | Tweede Klasse | Geen bekercompetitie   |
| 1910-11 |    | 6  |     |     | Tweede klasse   | 25     | Tweede Klasse | Geen bekercompetitie   |
| 1911-12 |    | 5  |     |     | Tweede klasse   | 22     | Tweede Klasse | Niet deelgenomen       |
| 1912-13 |    | 1  |     |     | Tweede klasse   | 37     | Tweede Klasse | 1/16                   |
| 1913-14 | 10 |    |     |     | Eerste klasse   | 13     | Ere-afdeling | 1/4                    |
| 1919-20 | 11 |    |     |     | Eerste klasse   | 12     | Ere-afdeling | Geen bekercompetitie   |
| 1920-21 | 7  |    |     |     | Eerste klasse   | 22     | Ere-afdeling | Geen bekercompetitie   |
| 1921-22 | 10 |    |     |     | Eerste klasse   | 19     | Ere-afdeling | Geen bekercompetitie   |
| 1922-23 | 9  |    |     |     | Eerste klasse   | 20     | Ere-afdeling | Geen bekercompetitie   |
| 1923-24 | 11 |    |     |     | Eerste klasse   | 19     | Ere-afdeling | Geen bekercompetitie   |
| 1924-25 | 10 |    |     |     | Eerste klasse   | 23     | Ere-afdeling | Geen bekercompetitie   |
| 1925-26 | 9  |    |     |     | Eerste klasse   | 26     | Ere-afdeling | Geen bekercompetitie   |
| 1926-27 | 9  |    |     |     | Eerste klasse   | 26     | Ere-afdeling | Niet deelgenomen       |
| 1927-28 | 6  |    |     |     | Eerste klasse   | 24     | Ere-afdeling | Provinciekampioenschap |
| 1928-29 | 13 |    |     |     | Eerste klasse   | 17     | Ere-afdeling | Provinciekampioenschap |
| 1929-30 |    | 4  |     |     | Tweede klasse   | 33     | Tweede Klasse | Provinciekampioenschap |
| 1930-31 |    | 4  |     |     | Tweede klasse   | 31     | Tweede Klasse | Provinciekampioenschap |
| 1931-32 |    | 8  |     |     | Tweede klasse   | 25     | Eerste Afdeling reeks A | Geen bekercompetitie   |
| 1932-33 |    | 2  |     |     | Tweede klasse   | 33     | Eerste Afdeling reeks A | Geen bekercompetitie   |
| 1933-34 |    | 8  |     |     | Tweede klasse   | 25     | Eerste Afdeling reeks A | Geen bekercompetitie   |
| 1934-35 |    | 3  |     |     | Tweede klasse   | 33     | Eerste Afdeling reeks B | 1/32                   |
| 1935-36 |    | 1  |     |     | Tweede klasse   | 37     | Eerste Afdeling reeks B | Geen bekercompetitie   |
| 1936-37 | 9  |    |     |     | Eerste klasse   | 26     | Ere-afdeling | Geen bekercompetitie   |
| 1937-38 | 6  |    |     |     | Eerste klasse   | 27     | Ere-afdeling | Geen bekercompetitie   |
| 1938-39 | 12 |    |     |     | Eerste klasse   | 21     | Ere-afdeling | Geen bekercompetitie   |
| 1939-40 | 3  |    |     |     | Eerste klasse   | 14     | vroegtijdig stopgezet bij het uitbreken van de Tweede Wereldoorlog                                                             | Geen bekercompetitie   |
| 1940-41 | 10 |    |     |     | Eerste klasse   | 10     | Wegens de Tweede Wereldoorlog was het een onofficiële competitie                                                               | Geen bekercompetitie   |
| 1941-42 | 8  |    |     |     | Eerste klasse   | 27     | Ere-afdeling | Geen bekercompetitie   |
| 1942-43 | 4  |    |     |     | Eerste klasse   | 37     | Ere-afdeling | Geen bekercompetitie   |
| 1943-44 | 13 |    |     |     | Eerste klasse   | 23     | Toen er nog slechts enkele wedstrijden te spelen bleven, werden de kampioenschappen wegens de oorlogsomstandigheden stopgezet. | Geen bekercompetitie   |
| 1944-45 |    |    |     |     | Eerste klasse   |        | Door de oorlog werd er geen volledige competitie afgewerkt.                                                                    | Geen bekercompetitie   |
| 1945-46 | 10 |    |     |     | Eerste klasse   | 36     | Ere-afdeling | Geen bekercompetitie   |
| 1946-47 | 11 |    |     |     | Eerste klasse   | 34     | Ere-afdeling | Geen bekercompetitie   |
| 1947-48 | 5  |    |     |     | Eerste klasse   | 31     | Ere-afdeling | Geen bekercompetitie   |
| 1948-49 | 12 |    |     |     | Eerste klasse   | 25     | Ere-afdeling | Geen bekercompetitie   |
| 1949-50 | 4  |    |     |     | Eerste klasse   | 37     | Ere-afdeling | Geen bekercompetitie   |
| 1950-51 | 7  |    |     |     | Eerste klasse   | 32     | Ere-afdeling | Geen bekercompetitie   |
| 1951-52 | 7  |    |     |     | Eerste klasse   | 32     | Ere-afdeling | Geen bekercompetitie   |
| 1952-53 | 9  |    |     |     | Eerste klasse   | 29     | Eerste klasse / Division 1 | Geen bekercompetitie   |
| 1953-54 | 3  |    |     |     | Eerste klasse   | 36     | Eerste klasse / Division 1 | Niet deelgenomen       |
| 1954-55 | 2  |    |     |     | Eerste klasse   | 38     | Eerste klasse / Division 1 | 1/8                    |
| 1955-56 | 12 |    |     |     | Eerste klasse   | 26     | Eerste klasse / Division 1 | Provinciekampioenschap |
| 1956-57 | 3  |    |     |     | Eerste klasse   | 39     | Eerste klasse / Division 1 | Provinciekampioenschap |
| 1957-58 | 3  |    |     |     | Eerste klasse   | 41     | Eerste klasse / Division 1 | Provinciekampioenschap |
| 1958-59 | 5  |    |     |     | Eerste klasse   | 33     | Eerste klasse / Division 1 | Provinciekampioenschap |
| 1959-60 | 9  |    |     |     | Eerste klasse   | 30     | Eerste klasse / Division 1 | Provinciekampioenschap |
| 1960-61 | 11 |    |     |     | Eerste klasse   | 28     | Eerste klasse / Division 1 | Provinciekampioenschap |
| 1961-62 | 7  |    |     |     | Eerste klasse   | 29     | Eerste klasse / Division 1 | Provinciekampioenschap |
| 1962-63 | 4  |    |     |     | Eerste klasse   | 34     | Eerste klasse / Division 1 | Provinciekampioenschap |
| 1963-64 | 8  |    |     |     | Eerste klasse   | 26     | Eerste klasse / Division 1 | Winst                  |
| 1964-65 | 12 |    |     |     | Eerste klasse   | 25     | Eerste klasse / Division 1 | 1/2                    |
| 1965-66 | 7  |    |     |     | Eerste klasse   | 30     | Eerste klasse / Division 1 | 1/8                    |
| 1966-67 | 15 |    |     |     | Eerste klasse   | 22     | Eerste klasse / Division 1 | 1/8                    |
| 1967-68 |    | 1  |     |     | Tweede klasse   | 43     | Tweede Klasse | 1/16                   |
| 1968-69 | 11 |    |     |     | Eerste klasse   | 28     | Eerste klasse / Division 1 | 1/8                    |
| 1969-70 | 3  |    |     |     | Eerste klasse   | 39     | Eerste klasse / Division 1 | 1/32                   |
| 1970-71 | 16 |    |     |     | Eerste klasse   | 14     | Eerste klasse / Division 1 | 1/4                    |
| 1971-72 |    | 8  |     |     | Tweede klasse   | 29     | Tweede Klasse | 1/32                   |
| 1972-73 |    | 10 |     |     | Tweede klasse   | 28     | Tweede Klasse | 1/16                   |
| 1973-74 |    | 16 |     |     | Tweede klasse   | 18     | Tweede Klasse | 1/32                   |
| 1974-75 |    |    | 1   |     | Derde klasse    | 45     | Derde Klasse | 1/8                    |
| 1975-76 |    | 12 |     |     | Tweede klasse   | 26     | Tweede Klasse | 1/16                   |
| 1976-77 |    | 8  |     |     | Tweede klasse   | 32     | Tweede Klasse | 1/16                   |
| 1977-78 |    | 4  |     |     | Tweede klasse   | 37     | Tweede Klasse | 1/16                   |
| 1978-79 |    | 3  |     |     | Tweede klasse   | 38     | Tweede Klasse | 1/16                   |
| 1979-80 |    | 1  |     |     | Tweede klasse   | 46     | Tweede Klasse | 1/8                    |
| 1980-81 | 10 |    |     |     | Eerste klasse   | 32     | Eerste klasse / Division 1 | 1/16                   |
| 1981-82 | 3  |    |     |     | Eerste klasse   | 45     | Eerste klasse / Division 1 | 1/16                   |
| 1982-83 | 4  |    |     |     | Eerste klasse   | 46     | Eerste klasse / Division 1 | 1/4                    |
| 1983-84 | 15 |    |     |     | Eerste klasse   | 28     | Eerste klasse / Division 1 | Winst                  |
| 1984-85 | 6  |    |     |     | Eerste klasse   | 40     | Eerste klasse / Division 1 | 1/4                    |
| 1985-86 | 4  |    |     |     | Eerste klasse   | 41     | Eerste klasse / Division 1 | 1/8                    |
| 1986-87 | 16 |    |     |     | Eerste klasse   | 23     | Eerste klasse / Division 1 | 1/16                   |
| 1987-88 | 17 |    |     |     | Eerste klasse   | 25     | Eerste klasse / Division 1 | 1/16                   |
| 1988-89 |    | 2  |     |     | Tweede klasse   | 40     | Tweede Klasse | 1/16                   |
| 1989-90 | 6  |    |     |     | Eerste klasse   | 36     | Eerste klasse / Division 1 | 1/8                    |
| 1990-91 | 3  |    |     |     | Eerste klasse   | 47     | Eerste klasse / Division 1 | 1/16                   |
| 1991-92 | 6  |    |     |     | Eerste klasse   | 41     | Eerste klasse / Division 1 | 1/2                    |
| 1992-93 | 9  |    |     |     | Eerste klasse   | 34     | Eerste klasse / Division 1 | 1/16                   |
| 1993-94 | 15 |    |     |     | Eerste klasse   | 27     | Eerste klasse / Division 1 | 1/16                   |
| 1994-95 | 14 |    |     |     | Eerste klasse   | 30     | Eerste klasse / Division 1 | 1/8                    |
| 1995-96 | 14 |    |     |     | Eerste klasse   | 41     | Sinds het seizoen 1995-1996 wordt een overwinning beloond met drie punten.                                                     | 1/16                   |
| 1996-97 | 14 |    |     |     | Eerste klasse   | 36     | Eerste klasse / Division 1 | 1/4                    |
| 1997-98 | 8  |    |     |     | Eerste klasse   | 47     | Eerste klasse / Division 1, Jupiler Liga                                                                                       | 1/4                    |
| 1998-99 | 8  |    |     |     | Eerste klasse   | 52     | Eerste klasse / Division 1, Jupiler Liga                                                                                       | 1/16                   |
| 1999-00 | 3  |    |     |     | Eerste klasse   | 63     | Eerste klasse / Division 1, Jupiler Liga                                                                                       | 1/4                    |
| 2000-01 | 5  |    |     |     | Eerste klasse   | 57     | Eerste klasse / Division 1, Jupiler Liga                                                                                       | 1/8                    |
| 2001-02 | 4  |    |     |     | Eerste klasse   | 58     | Jupiler League | 1/16                   |
| 2002-03 | 8  |    |     |     | Eerste klasse   | 47     | Jupiler League | 1/16                   |
| 2003-04 | 9  |    |     |     | Eerste klasse   | 40     | Jupiler League | 1/8                    |
| 2004-05 | 6  |    |     |     | Eerste klasse   | 59     | Jupiler League | 1/4                    |
| 2005-06 | 4  |    |     |     | Eerste klasse   | 61     | Jupiler League | 1/4                    |
| 2006-07 | 4  |    |     |     | Eerste klasse   | 60     | Jupiler League | 1/2                    |
| 2007-08 | 6  |    |     |     | Eerste klasse   | 52     | Jupiler League | Finalist               |
| 2008-09 | 4  |    |     |     | Eerste klasse   | 59     | Eerste klasse /Division 1, Jupiler Pro League                                                                                  | 1/4                    |
| 2009-10 | 2  |    |     |     | Eerste klasse   | 41     | Na de reguliere competitie: 3e plaats met 49 punten.                                                                           | Winst                  |
| 2010-11 | 5  |    |     |     | Eerste klasse   | 33     | Na de reguliere competitie: 3e plaats met 57 punten.                                                                           | 1/2                    |
| 2011-12 | 4  |    |     |     | Eerste klasse   | 40     | Na de reguliere competitie: 3e plaats met 56 punten.                                                                           | 1/4                    |
| 2012-13 | 12 |    |     |     | Eerste klasse   | 34     | In play-off II A: 1e plaats met 14 punten.                                                                                     | 1/4                    |
| 2013-14 | 7  |    |     |     | Eerste klasse   | 44     | In play-off II A: 2e plaats met 10 punten.                                                                                     | 1/2                    |
| 2014-15 | 1  |    |     |     | Eerste klasse   | 49     | Voor het eerst landskampioen van België.                                                                                       | 1/2                    |
| 2015-16 | 3  |    |     |     | Eerste klasse   | 42     | Na de reguliere competitie: 2e plaats met 60 punten.                                                                           | 1/2                    |
|         | 1A | 1B | 1Am | 2Am |                 |        | Vanaf 2016-17 zijn er 3 nationale en 2 regionale niveaus                                                                       | Beker                  |
| 2016/17 | 3  |    |     |     | Eerste klasse A | 41     | Na de reguliere competitie: 4e plaats met 50 punten.                                                                           | 1/4                    |
| 2017/18 | 4  |    |     |     | Eerste klasse A | 39     | Na de reguliere competitie: 4e plaats met 50 punten.                                                                           | 1/4                    |
| 2018/19 | 5  |    |     |     | Eerste klasse A | 35     | Na de reguliere competitie: 5e plaats met 50 punten.                                                                           | Finalist               |
| 2019/20 | 2  |    |     |     | Eerste klasse A | 55     | competitie beëindigd na 29 speeldagen wegens de coronacrisis: 2e plaats met 55 punten.                                         | 1/8                    |
| 2020/21 | 7  |    |     |     | Eerste klasse A | 49     | In de Europe play-offs eindigde KAA Gent op de 1e plaats met 38 punten.                                                        | 1/4                    |
| 2021/22 | 5  |    |     |     | Eerste klasse A | 62     | In de Europe play-offs eindigde KAA Gent op de 1e plaats met 43 punten.                                                        | Winst                  |
| 2022/23 | 5  |    |     |     | Eerste klasse A | 56     | In de Europe play-offs eindigde KAA Gent op de 1e plaats met 44 punten.                                                        | 1/4                    |
| 2023/24 | 7  |    |     |     | Eerste klasse A | 47     | In de Europe play-offs eindigde KAA Gent op de 1e plaats met 48 punten.                                                        | 1/4                    |
| 2024/25 | 6  |    |     |     | Eerste klasse A | 26     | In de reguliere competitie eindigde KAA Gent op de 6e plaats met 45 punten.                                                    | 1/8                    |
| 2025/26 |    |    |     |     | Eerste klasse A |        | |                        |

#### Resultaten in grafiek 1946-heden
| 10 |

| 11 |

| 5 |

| 12 |

| 4 |

| 7 |

| 7 |

| 9 |

| 3 |

| 2 |

| 12 |

| 3 |

| 3 |

| 5 |

| 9 |

| 11 |

| 7 |

| 4 |

| 8 |

| 12 |

| 7 |

| 15 |

| 1 |

| 11 |

| 3 |

| 16 |

| 8 |

| 10 |

| 16 |

| 1 |

| 12 |

| 8 |

| 4 |

| 3 |

| 1 |

| 10 |

| 3 |

| 4 |

| 15 |

| 6 |

| 4 |

| 16 |

| 17 |

| 2 |

| 6 |

| 3 |

| 6 |

| 9 |

| 15 |

| 14 |

| 14 |

| 14 |

| 8 |

| 8 |

| 3 |

| 5 |

| 4 |

| 8 |

| 9 |

| 6 |

| 4 |

| 4 |

| 6 |

| 4 |

| 2 |

| 5 |

| 4 |

| 7 |

| 12 |

| 1 |

| 3 |

| 3 |

| 4 |

| 5 |

| 2 |

| 7 |

| 5 |

| 5 |

| 7 |

| 6 |

| Eerste klasse | Tweede klasse | Eerste klasse A | Eerste klasse B | Derde klasse | Vierde klasse |

### Europees
KAA Gent speelde sinds 1963 in diverse Europese competities. Hieronder staan de competities en in welke seizoenen de club deelnam:
- Champions League (3x)

2010/11 (voorronde), 2015/16, 2020/21 (voorronde)
- Europa League (9x)

2009/10, 2010/11, 2012/13, 2016/17, 2017/18, 2018/19, 2019/20, 2020/21, 2022/23
- Conference League (4x)

2021/22, 2022/23, 2023/24, 2024/25
- Europacup II (2x)

1964/65, 1984/85
- UEFA Cup (6x)

1982/83, 1983/84, 1986/87, 1991/92, 2000/01, 2008/09
- Intertoto Cup (6x)

2000/2001, 2001/2002, 2003/2004, 2004/2005, 2005/2006, 2006/2007
- Jaarbeursstedenbeker (3x)

1963/64, 1966/67, 1970/71

### UEFA-coëfficient
De UEFA-coëfficiënt wordt gebruikt bij de lotingen voor continentale competities die worden georganiseerd door de Union of European Football Associations. Afhankelijk van de prestaties van de clubs op Europees niveau over vijf seizoenen, wordt deze coëfficiënt berekend aan de hand van een puntensysteem en wordt er een klassement opgesteld. KAA Gent stond begin 2025 op de achtenveertigste plaats.
| 46 | Rode Ster Belgrado | Servië    |
| 47 | Fenerbahce         | Turkije   |
| 48 | KAA Gent           | België    |
| 49 | Real Betis         | Spanje    |
| 50 | Rennes             | Frankrijk |

## Huidige ploeg
Dit is de ploeg voor het seizoen 2024/25.
| Nr.           | Naam                    | Nationaliteit                            | Geboortedatum | Vorige club                     |
| ------------- | ----------------------- | ---------------------------------------- | ------------- | ------------------------------- |
| Keepers       |                         |                                          |               |                                 |
| 26            | Louis Fortin            | België                                   | 12-01-2002    | Standard Luik (2017-2021)       |
| 30            | Célestin De Schrevel    | België                                   | 08-05-2002    | OH Leuven (2018-2021)           |
| 33            | Davy Roef               | België                                   | 06-02-1994    | RSC Anderlecht (2020)           |
| 32            | Tom Vandenberghe        | België                                   | 17-08-1992    | KV Kortrijk (2022-2025)         |
| Verdedigers   |                         |                                          |               |                                 |
| 3             | Archie Brown            | Engeland                                 | 28-05-2002    | FC Lausanne-Sport (2021-2023)   |
| 4             | Tsuyoshi Watanabe       | Japan                                    | 26-05-1997    | KV Kortrijk (2022-2023)         |
| 12            | Hugo Gambor             | Centraal-Afrikaanse Republiek, Frankrijk | 30-12-2002    | USL Dunkerque (2022-2024)       |
| 20            | Stefan Mitrović         | Servië                                   | 22-05-1990    | Getafe CF (2021-2024)           |
| 22            | Noah Fadiga             | Senegal, België                          | 03-12-1999    | Stade Brestois (2022-2023)      |
| 23            | Jordan Torunarigha      | Duitsland                                | 07-08-1997    | Hertha BSC (2015-2022)          |
| 25            | Núrio Fortuna           | Angola, Portugal                         | 24-03-1995    | Sporting Charleroi (2017–2020)  |
| 35            | Gilles De Meyer         | België                                   | 17-09-2006    | Eigen jeugd                     |
| 2             | Samuel Junior Kotto     | Kameroen                                 | 03-09-2003    | Malmö FF (2022-2023)            |
| 20            | Thiago Araùjo           | Portugal                                 | 27-03-2001    | Estoril (2022-2023)             |
| Middenvelders |                         |                                          |               |                                 |
| 6             | Omri Gandelman          | Israël                                   | 20-05-2000    | Maccabi Netanya (2020-2023)     |
| 8             | Pieter Gerkens          | België                                   | 17-02-1995    | Royal Antwerp FC (2020-2023)    |
| 16            | Mathias Delorge         | België                                   | 31-07-2004    | Sint-Truiden (2021-2024)        |
| 17            | Andrew Hjulsager        | Denemarken                               | 15-01-1995    | KV Oostende (2019-2021)         |
| 18            | Matisse Samoise         | België                                   | 21-11-2001    | Eigen jeugd                     |
| 24            | Sven Kums               | België                                   | 16-02-1988    | RSC Anderlecht (2020)           |
| 15            | Atsuki Ito              | Japan                                    | 11-10-1998    | Urawa Red Diamonds (2024)       |
| 10            | Aimé Omgba              | Nederland                                | 22-10-2002    | Eigen jeugd                     |
| 5             | Leonardo Da Silva Lopes | Portugal                                 | 30-11-1998    | Cercle Brugge (2020-2025)       |
| 11            | Momodou Sonko           | Zweden, Gambia                           | 31-01-2005    | BK Häcken (2020-2024)           |
| 27            | Tibe De Vlieger         | België                                   | 05-11-2005    | Eigen jeugd                     |
| Aanvallers    |                         |                                          |               |                                 |
| 9             | Andri Gudjohnsen        | IJsland                                  | 29-01-2002    | Lyngby BK (2023-2024)           |
| 19            | Franck Surdez           | Zwitserland                              | 05-05-2002    | Neuchâtel Xamax FCS (2021-2024) |
| 14            | Dante Vanzeir           | België                                   | 16-04-1998    | New York Red Bulls (2023-2025)  |
| 41            | Daisuke Yokota          | Japan                                    | 15-06-2000    | FC Kaiserslautern (2024)        |
| 21            | Max Dean                | Engeland                                 | 21-02-2004    | Milton Keynes Dons (2023-2024)  |
| 29            | Helio Varela            | Kaapverdië                               | 03-05-2002    | Portimonense SC (2022-2024)     |
| 45            | Hyllarion Goore         | Ivoorkust                                | 24-08-2005    | Ararat Erewan (2024-2025)       |

### Technische staf
| Naam               | Land            | Functie                       |
| ------------------ | --------------- | ----------------------------- |
| Ivan Leko          |                 | Hoofdcoach                    |
| Kevin van Dessel   | Vlag van België | Assistent-coach               |
| Gertjan De Mets    | Vlag van België | Assistent-coach/Video-analist |
| Bart van Tornhout  | Vlag van België | Keeperstrainer                |
| Stijn Matthys      | Vlag van België | Head of Performance           |
| Glenn Vanryckeghem | Vlag van België | Physical coach                |
| Bram De Winne      | Vlag van België | Physical coach                |
| Olivier Naessens   | Vlag van België | Video-Analist                 |
| Adriaan Martiny    | Vlag van België | Data- en Performance-analyst  |

### Management en bestuur
| Naam            | Land             | Functie                     |
| --------------- | ---------------- | --------------------------- |
| Sam Baro        | Vlag van België  | Voorzitter raad van bestuur |
| Arnar Viðarsson | Vlag van IJsland | Manager Sports              |
| Sébastien Ronse | Vlag van België  | Manager Non Sports          |
| Emilio Ferrera  | Vlag van België  | Directeur jeugdopleidingen  |

## Voorzitters en trainers

### Voorzitters
| Periode    | Land            | Voorzitter              |
| ---------- | --------------- | ----------------------- |
| 1901       | Vlag van België | Hector Priem            |
| 1902 -1907 | Vlag van België | Adolphe Dangotte        |
| 1907-1911  | Vlag van België | Adolf Gaeremynck        |
| 1912       | Vlag van België | Hector Priem            |
| 1912       | Vlag van België | Jacques Feyerick        |
| 1913-1928  | Vlag van België | Pierre Van Bleyenberghe |
| 1929-1938  | Vlag van België | Adrien Stassart         |
| 1939-1963  | Vlag van België | Achiel Delongie         |
| 1964-1966  | Vlag van België | René Hoste              |
| 1967-1975  | Vlag van België | Freddy Mastelinck       |
| 1976-1984  | Vlag van België | Albert De Meester       |
| 1985-1987  | Vlag van België | Robert Naudts           |
| 1988-1998  | Vlag van België | Jean Van Milders        |
| 1999-2024  | Vlag van België | Ivan De Witte           |
| 2024-heden | Vlag van België | Sam Baro                |

### Trainers
| Periode   | Land                           | Trainer                        |
| --------- | ------------------------------ | ------------------------------ |
| 2007-2008 | Vlag van Noorwegen             | Trond Sollied                  |
| 2008-2010 | Vlag van België                | Michel Preud'homme             |
| 2010-2011 | Vlag van België                | Francky Dury                   |
| 2011-2012 | Vlag van Noorwegen             | Trond Sollied                  |
| 2012-2013 | Vlag van België                | Bob Peeters                    |
| 2013      | Vlag van Spanje                | Víctor Fernández               |
| 2013-2014 | Vlag van Roemenië              | Mircea Rednic                  |
| 2014      | Vlag van België                | Peter Balette (ad interim)     |
| 2014-2017 | Vlag van België                | Hein Vanhaezebrouck            |
| 2017      | Vlag van België                | Peter Balette (ad interim)     |
| 2017-2018 | Vlag van België                | Yves Vanderhaeghe              |
| 2018-2020 | Vlag van Denemarken            | Jess Thorup                    |
| 2020      | Vlag van Roemenië              | László Bölöni                  |
| 2020      | Vlag van België                | Wim De Decker                  |
| 2020-2024 | Vlag van België                | Hein Vanhaezebrouck            |
| 2024-2025 | Vlag van België                | Wouter Vrancken                |
| 2025-     | Vlag van Bosnië en Herzegovina | Danijel Milićević (ad interim) |

## Bekende (oud-)spelers
- Richard Orlans
- Maurice Willems
- André Van Herpe
- Jef Jurion
- Armand Seghers
- Ronny Martens
- Michel De Wolf
- Erwin Vandendaele
- Danny Veyt
- Erwin Vandenbergh
- Marc Van Der Linden
- René Vandereycken
- Gunther Schepens
- Sandy Martens
- Frédéric Herpoel
- Nordin Jbari
- Marc Degryse
- Gaby Mudingayi
- Nicolas Lombaerts
- Guillaume Gillet
- Christophe Grégoire
- Luigi Pieroni
- Tim Smolders
- Frédéric Dupré
- Jordan Remacle
- Laurent Depoitre
- Sven Kums
- Matz Sels
- Aad Koudijzer
- Foeke Booy
- Cees Schapendonk
- Remco Boere
- Martin Laamers
- Eric Viscaal
- Eric Joly
- Matthieu Verschuere
- Melli
- César Arzo Amposta
- Ole Martin Årst
- Petter Rudi
- Erlend Hanstveit
- Søren Busk
- Jesper Jørgensen
- Anders Nielsen
- Dominic Foley
- Zsolt Petry
- Alin Stoica
- Marcin Żewłakow
- Tomas Vasov
- Ivica Dragutinović
- Darko Anić
- Aleksandar Mutavdžić
- Djordje Svetlicic
- Nebojša Pavlović
- Miloš Marić
- Bojan Jorgačević
- Edin Ramčić
- Suad Katana
- Danijel Milićević
- Damir Mirvic
- Adnan Čustović
- Dario Smoje
- Zdenko Vukasović
- Saša Gajser
- Marko Šuler
- Zlatan Ljubijankič
- Boban Grnčarov
- Geri Çipi
- Alexandros Kaklamanos
- Gil Vermuth
- Shlomi Arbeitman
- Ahmed Hossam
- Mohamed Messoudi
- Mbark Boussoufa
- Elimane Coulibaly
- Khalilou Fadiga
- Mbaye Leye
- Adekanmi Olufade
- Mohammed Aliyu Datti
- Jean Beausejour
- Bryan Ruiz
- Randall Azofeifa
- Edson Montaño
- Roberto Rosales
- Stephen Laybutt
- Mikkel Diskerud
- Jonathan David
- Roman Jaremtsjoek

### Spelersrecords
- Meeste doelpunten: Maurice Willems: 185 doelpunten tussen 1952 en 1962.
- Meeste wedstrijden: Armand Seghers: 507 wedstrijden met de A-kern tussen 1949 en 1960.
- Meeste selecties voor de Rode Duivels: Richard Orlans: 21 selecties tussen 1955 en 1958.

### Jean-Claude Bouvy-trofee
Sinds 1979 wordt er door de Supportersfederatie jaarlijks een prijs uitgereikt aan de meest verdienstelijke speler van het seizoen. De trofee wordt nu vernoemd naar Jean-Claude Bouvy, de jonge Belgisch-Congolese middenvelder die in 1986 het leven liet bij een verkeersongeluk. In 1984 won KAA Gent de Beker van België en vond er geen uitreiking plaats. De speler die de trofee het vaakst won, is Frédéric Herpoel, die vier keer op rij won van 2002 tot 2005.
| Seizoen   | Land                           | Winnaar              |
| --------- | ------------------------------ | -------------------- |
| 1978-1979 | Vlag van België                | Filip Benoot         |
| 1979-1980 | Vlag van België                | Roger Coenye         |
| 1980-1981 | Vlag van België                | Luc Criel            |
| 1981-1982 | Vlag van België                | André Laurijssen     |
| 1982-1983 | Vlag van Denemarken            | Søren Busk           |
| 1983-1984 | geen prijsuitreiking           | geen prijsuitreiking |
| 1984-1985 | Vlag van België                | Ronny Martens        |
| 1985-1986 | Vlag van België                | Michel De Wolf       |
| 1986-1987 | Vlag van België                | Michel De Wolf       |
| 1987-1988 | Vlag van België                | André Laurijssen     |
| 1988-1989 | Vlag van Nigeria               | Augustine Eguavoen   |
| 1989-1990 | Vlag van Congo-Kinshasa        | Henri Balenga        |
| 1990-1991 | Vlag van België                | Erwin Vandenbergh    |
| 1991-1992 | Vlag van Nederland             | Eric Viscaal         |
| 1992-1993 | Vlag van Hongarije             | Zsolt Petry          |
| 1993-1994 | Vlag van België                | Tony Herreman        |
| 1994-1995 | Vlag van Bosnië en Herzegovina | Suad Katana          |
| 1995-1996 | Vlag van Bosnië en Herzegovina | Suad Katana          |
| 1996-1997 | Vlag van België                | Tony Herreman        |
| 1997-1998 | Vlag van België                | Stijn Vreven         |
| 1998-1999 | Vlag van België                | Pieter Collen        |
| 1999-2000 | Vlag van Frankrijk             | Eric Joly            |
| 2000-2001 | Vlag van Albanië               | Geri Çipi            |
| 2001-2002 | Vlag van België                | Frédéric Herpoel     |
| 2002-2003 | Vlag van België                | Frédéric Herpoel     |
| 2003-2004 | Vlag van België                | Frédéric Herpoel     |
| 2004-2005 | Vlag van België                | Frédéric Herpoel     |
| 2005-2006 | Vlag van Marokko               | Mbark Boussoufa      |
| 2006-2007 | Vlag van Togo                  | Adekanmi Olufade     |
| 2007-2008 | Vlag van Costa Rica            | Bryan Ruiz           |

| Seizoen   | Land                                  | Winnaar                |
| --------- | ------------------------------------- | ---------------------- |
| 2008-2009 | Vlag van Costa Rica                   | Bryan Ruiz             |
| 2009-2010 | Vlag van Servië                       | Bojan Jorgačević       |
| 2010-2011 | Vlag van Servië                       | Bojan Jorgačević       |
| 2011-2012 | Vlag van België                       | Bernd Thijs            |
| 2012-2013 | Vlag van België                       | Hannes Van der Bruggen |
| 2013-2014 | Vlag van België                       | Christophe Lepoint     |
| 2014-2015 | Vlag van België                       | Laurent Depoitre       |
| 2015-2016 | Vlag van Ghana                        | Nana Asare             |
| 2016-2017 | Vlag van Kroatië                      | Lovre Kalinić          |
| 2017-2018 | Vlag van Frankrijk                    | Samuel Gigot           |
| 2018-2019 | Vlag van Frankrijk · Vlag van Tunesië | Dylan Bronn            |
| 2019-2020 | Vlag van Canada · Vlag van Haïti      | Jonathan David         |
| 2020-2021 | Vlag van België                       | Alessio Castro-Montes  |
| 2021-2022 | Vlag van Marokko                      | Tarik Tissoudali       |
| 2022-2023 | Vlag van België                       | Hugo Cuypers           |
| 2023-2024 | Vlag van België                       | Julien De Sart         |
| 2024-2025 | Vlag van Japan                        | Tsuyoshi Watanabe      |

#### Transfers

##### Top 10 inkomende transfers
|   | Naam speler            | Van club              | Prijs (milj. EUR) | Jaar |
| - | ---------------------- | --------------------- | ----------------- | ---- |
| 1 | Núrio Fortuna          | Sporting Charleroi    | 6,00              | 2020 |
| 2 | Michael Ngadeu-Ngadjui | Slavia Praag          | 4,50              | 2019 |
| 3 | Franko Andrijašević    | HNK Rijeka            | 4,25              | 2017 |
| 4 | Hugo Cuypers           | KV Mechelen           | 4,00              | 2020 |
| 4 | Anderson Niangbo       | Red Bull Salzburg     | 4,00              | 2020 |
| 6 | Mamadou Sylla Diallo   | KAS Eupen             | 3,85              | 2017 |
| 7 | Jordan Torunarigha     | Hertha BSC            | 3,50              | 2022 |
| 7 | Joseph Okumu           | IF Elfsborg           | 3,50              | 2021 |
| 7 | Tim Kleindienst        | 1. FC Heidenheim 1846 | 3,50              | 2020 |
| 7 | Niklas Dorsch          | 1. FC Heidenheim 1846 | 3,50              | 2020 |
| 7 | Yuya Kubo              | BSC Young Boys        | 3,50              | 2016 |
| 7 | Tsuyoshi Watanabe      | KV Kortrijk           | 3,50              | 2023 |

- Bron: transfermarkt.nl

#### Top 10 uitgaande transfers
|    | Naam speler       | Naar club             | Prijs (milj. EUR) | Jaar |
| -- | ----------------- | --------------------- | ----------------- | ---- |
| 1  | Jonathan David    | Lille OSC             | 32,00             | 2020 |
| 2  | Malick Fofana     | Olympique Lyonnais    | 22,00             | 2024 |
| 3  | Roman Jaremtsjoek | Benfica               | 17,00             | 2021 |
| 4  | Joseph Okumu      | Stade Reims           | 12,00             | 2023 |
| 5  | Sven Kums         | Watford FC            | 9,00              | 2016 |
| 6  | Samuel Kalu       | Girondins de Bordeaux | 8,50              | 2018 |
| 7  | Samuel Gigot      | Spartak Moskou        | 8,00              | 2018 |
| 8  | Niklas Dorsch     | FC Augsburg           | 7,00              | 2021 |
| 8  | Laurent Depoitre  | FC Porto              | 7,00              | 2016 |
| 10 | Matz Sels         | Newcastle United      | 6,60              | 2016 |

- Bron: transfermarkt.nl

## Sponsors
| Periode   | Kledingsponsor | Shirtsponsor         |
| --------- | -------------- | -------------------- |
| 1977-1980 |                | Beton-Wegenbouw Gent |
| 1980-1984 | Le Coq Sportif | Beton-Wegenbouw Gent |
| 1984-1986 | Le Coq Sportif | Bellewaerde Park     |
| 1986-1988 | Le Coq Sportif | Maes-Pils            |
| 1988-1996 | adidas         | vdk bank             |
| 1996-2004 | Umbro          | vdk bank             |
| 2004-2007 | Nike           | vdk bank             |
| 2007-2013 | JAKO           | vdk bank             |
| 2013-2015 | Masita         | vdk bank             |
| 2015-2018 | Jartazi        | vdk bank             |
| 2018-2023 | Craft          | vdk bank             |
| 2023-2026 | Craft          | Baloise              |

## Mascotte en bijnaam
De mascotte van KAA Gent is een indiaan. De indiaan verwijst net als de roepnaam Buffalo naar een oude anekdote. In 1895 kwam het circus van Buffalo Bill voor het eerst naar Gent. In de show werd het publiek aangespoord “Buffalo! Buffalo!” te roepen. Gentse studenten introduceerden deze kreet nadien in het studentenleven. Zo werd in 1913 Koning Albert I tijdens zijn bezoek aan de Gentse Universiteit verwelkomd met “Buffalo! Buffalo!”. Tijdens de Olympische Spelen van Antwerpen in 1920 beantwoordde de Belgische atleet Omer Smet van de atletiekafdeling van KAA Gent het geschreeuw van de Amerikaanse delegatie eveneens met deze kreet. Samen met hem kreeg KAA Gent sindsdien als bijnaam De Buffalo’s. De vereniging gebruikte deze bijnaam voor het eerst in haar tijdschrift in 1921. In 1924 verscheen voor het eerst een indiaans opperhoofd op een supportersvlag van de voetbalafdeling van KAA Gent.
De lange tijd die verstreek tussen de komst van Buffalo Bill in 1895 en het gebruik van een native American als logo in een sportieve context verklaart waarom de cowboy Buffalo Bill in 1924 een indiaan werd. De Gentenaars associeerden zijn circus, dat zowel in 1895 als in 1906 Gent bezocht, bijna dertig jaar later vooral met de Sioux en de opvallende hoofdtooi van de chiefs die in het circus optraden. Vandaar dat sindsdien een indiaan de vlag van de Buffalo’s siert.
De mascotte en het logo zijn controversieel, omdat sommige indianen ze kwetsend vinden. De club vond dat dit in België niet beledigend was en besliste om de mascotte en het logo niet aan te passen.

## Planet Group Arena
In 2009 werd de eerste steen gelegd van de nieuwe Ghelamco Arena in de omgeving van het Universitair Ziekenhuis te Gent op het vrijgekomen terrein van de vroegere Groothandelsmarkt. Het voetbalstadion zou 5 verdiepingen hebben en plaats bieden aan ruim 20.000 toeschouwers. Na een lange lijdensweg voor het verkrijgen van de nodige bouwvergunningen en financieringen overwoog men in 2009 een afgeslankte versie van het complex.
Op 25 oktober 2010 maakte een supporterswebsite bekend dat de Gentse gemeenteraad het dossier van de Ghelamco Arena (toen nog met de naam Arteveldestadion) goedkeurde. Een bouwvergunning was nog nodig, maar daarmee werd gewacht tot na 4 december 2010. Op die dag zou namelijk duidelijk worden of Gent een van de speelsteden zou worden van het WK van 2018, waarbij de capaciteit van het stadion zou opgetrokken worden van 20.000 naar 40.000 zitplaatsen. Aangezien het WK niet werd binnengehaald, werd een bouwvergunning voorzien voor begin januari 2011. De verhuis naar dit nieuwe stadion vond uiteindelijk plaats met de opening op 17 juli 2013.
Op 31 mei 2013 werd de officiële naam van het stadion bekendgemaakt: het nieuwe Gentse stadion, die bij het publiek inmiddels algemeen bekendstond als het Arteveldestadion, zou de Ghelamco Arena gaan heten, verwijzend naar de ontwikkelaar van het bouwproject.
Op woensdag 17 juli 2013 werd het nieuwe stadion officieel geopend met een galamatch tegen het Duitse VfB Stuttgart, die met 2-0 gewonnen werd. De eerste goals in het nieuwe stadion werden gemaakt door Ervin Zukanović en Renato Neto.
Op 30 juni 2023 werd de Ghelamco Arena omgedoopt tot de KAA Gent Arena. Het 10-jarig sponsorcontract met Ghelamco liep immers ten einde. Op 2 april 2024 werd bekend dat het stadion voortaan Planet Group Arena zal heten, nadat clubeigenaar Sam Baro ook de naamrechten van het stadion kocht.
Omdat de UEFA geen commerciële benamingen van stadions toestaat, zal de KAA Gent Arena de officiële benaming blijven wanneer KAA Gent Europese wedstrijden speelt in de Champions League, Europa League of Europa Conference League.